# Rhododendron jinboense
Rhododendron jinboense är en ljungväxtart som beskrevs av Xiang Chen och X.Chen. Rhododendron jinboense ingår i släktet rododendron, och familjen ljungväxter. Inga underarter finns listade i Catalogue of Life.